# Richard North Patterson
Richard North Patterson (* 22. Februar 1947 in Berkeley, Kalifornien) ist ein US-amerikanischer Schriftsteller und Jurist.

## Leben
Patterson studierte zunächst an der Ohio Wesleyan University, wo er 1968 seinen Bachelorgrad erwarb. 1971 schloss er das juristische Studium an der Case Western Reserve University mit dem Master ab, erlangte eine Zulassung als Anwalt im Bundesstaat Ohio und arbeitete danach für den Attorney General. Ab 1973 war er für die United States Securities and Exchange Commission tätig, 1978 ging er nach San Francisco und arbeitete als Partner bei einer Anwaltskanzlei. Zwischenzeitlich besuchte Patterson, der als literarisches Vorbild Ross Macdonald angibt, einen Kurs für Creative Writing an der University of Alabama at Birmingham und verfasste seinen ersten Roman, der vom Verlag W. W. Norton & Company zur Veröffentlichung akzeptiert wurde. 
Ab 1983 widmete er sich zwei Jahre lang ganz dem Schreiben, nahm aber nach dem anfänglichen Misserfolg seines vierten Romans Private Screening, der eine Hardcover-Auflage von lediglich 5.000 Exemplaren erreichte, zeitweise wieder eine Tätigkeit als Anwalt auf. 1993 feierte er ein Comeback mit dem Roman Degree of Guilt, dessen erste Auflage in 250.000 Exemplaren gedruckt wurde, mit dem Grand prix de littérature policière ausgezeichnet und 1995 für den Fernsehsender NBC verfilmt wurde. Zugute kam Patterson, dass Justiz-Thriller zu dieser Zeit in Mode waren, unter anderem durch die Erfolge von John Grisham. In seinen folgenden Werken widmete sich Patterson verschiedenen innen- und außenpolitischen Themen, so dem Schusswaffenmissbrauch in Balance of Power, der Todesstrafe in Conviction, dem Nahostkonflikt in Exile, den Präsidentschaftswahlen in The Race und Menschenrechtsverletzungen der Ölindustrie in Afrika in dem vom Schicksal Ken Saro-Wiwas inspirierten Roman Eclipse.
Patterson ist verheiratet und hat fünf Kinder. Er lebt abwechselnd in San Francisco und auf Martha’s Vineyard.

## Auszeichnungen
- 1980 Edgar Allan Poe Award – Kategorie Bester Erstlingsroman für The Lasko Tangent (dt. Das Siegel des Schweigens)
- 1995 Grand prix de littérature policière – Kategorie International für Degré de culpabilité (Original: Degree of Guilt; dt. Das Maß der Schuld)
- 2012 International Thriller Award – Kategorie Silver Bullett Award der US-amerikanischen International Thriller Writers (ITW)

## Werke
- The Lasko Tangent (1979, dt. Das Siegel des Schweigens)
- The Outside Man (1981)
- Escape The Night (1983)
- Private Screening (1985, dt. Verurteilt)
- Degree of Guilt (1993, dt. Das Maß der Schuld)
- The Final Judgment (1995, dt. In letzter Instanz)
- Eyes of a Child (1995, dt. Geschlossene Türen)
- Silent Witness (1997, dt. Tage der Unschuld)
- No Safe Place (1998, dt. Der Kandidat)
- Dark Lady (1999, dt. Nachtschwarz)
- Protect and Defend (2000, dt. Eine Frage der Ehre)
- Balance of Power (2003, dt. Im Kreis der Macht)
- Conviction (2005)
- Exile (2007)
- The Race (2007)
- Eclipse (2009)
- The Spire (2009)